# Vasquida García
Vasquida García (Galicia, siglo XVI - c.1579) fue una sanadora española que fue víctima de caza de brujas y condenada a la hoguera por la Inquisición. Una calle de Pontevedra lleva su nombre.

## Trayectoria
Vivió en las cercanías a Pontevedra. Conocedora de las propiedades curativas de las hierbas medicinales, ejercía como menciñeira y sanadora.
La Inquisición promovió una caza de brujas contra ella, siendo detenida en la cárcel de Santiago de Compostela bajo la acusación de practicar magia y brujería. Durante esa primera detención se autoinculpó como hechicera y afirmó que tenía pactos con el diablo, ante la promesa de perdón si así lo hacía. Sin embargo, su confesión agravó la condena, siendo azotada, sometida a vergüenza pública y amenazada con más castigos si seguía con su actividad y con su supuesto matrimonio con el demonio.
García no se detuvo. Volvió a ser denunciada por numerosos testigos por mantener las relaciones demoniacas. En 1579 fue llevada ante el Tribunal de la Inquisición, negando en esta ocasión las acusaciones. Fue condenada como autora de supersticiones, hechizos y brujería por lo que fue duramente represaliada. Fue quemada en la hoguera.

## Reconocimientos
En 2019, el ayuntamiento de Pontevedra aprobó la denominar tres calles y un parque con los nombres de cuatro mujeres gallegas: la profesora e intelectual represaliada por el franquismo, Ernestina Otero, la pionera del taxi Dolores Trabado, la escritora María Vinyals y Vasquida García.
Su biografía fue recogida, junto a las de otras mujeres vinculadas con Pontevedra como María Vinyals, Virxinia Pereira Renda, Herminia Fariña Cobián, Josefina Arruti, Amalia Álvarez Gallego, Dolores Calviño, Pilar Bértola, María Victoria Moreno, Ernestina Otero o Dolores Trabado, entre otras, en la iniciativa impulsada por el ayuntamiento A memoria das mulleres. En 2022, fue nuevamente homenajeada dentro de esta iniciativa, durante el evento A pegada da memoria das mulleres no espazo público.